# 楊寶貝
杨宝贝（原名：杨虹玲）（英語：Yong Hoong Ling，1994年2月7日—），马来西亚华人YouTuber、小说作家、演员、主持人，艺名楊宝贝，祖籍广东。16岁出版第一本小说，作品曾多次登上马来西亚规模最大的大众书局（Popular）畅销榜第一名。

## 生平
杨宝贝出生于小康之家，杨虹欣为她的长姐。2009年，杨宝贝在朋友的介绍之下而加入了马来西亚当地非常出名的中学生杂志ADD杂志担任固定模特儿，进而接触了演艺圈，杂志的写真刊登在马来西亚著名学生日报《学海》封底，一时引起轰动，Facebook专页粉丝破千。
2010年，第一本小说《愛情，来了》正式出版，同年推出第二本小说《中学不準談戀愛》以纯爱搞笑的角度描述中学生談戀愛的故事，大受欢迎。2012年開始與第一任男友童信肯交往，從拉曼學院畢業後，出版的小说开始列入大众书局的畅销榜。2017年底，参与马来西亚团体“E势家族”2018年贺岁专辑《爱。新年 E势贺岁专辑》，为杨宝贝首次在专辑录音。2018年5月26日，與童信肯分手，发布单曲《如果不曾遇见你》，这是杨宝贝第一首个人单曲。2019年，與第二任男友傲翔分手。
2021年9月17日在Youtube表示自己与其母亲染上2019冠狀病毒病。

## 争议
2021年4月17日，杨宝贝因为試圖自杀而被警方扣留。一星期后，杨宝贝在Youtube發佈影片，承认自己因沉迷赌博在欠下巨額賭債后做了許多不良的行爲，期間還以借款及涉嫌網絡欺詐朋友和粉丝的方式償還賭債。她希望大众能原夠谅她，發誓將會改過自新。并承諾將在近期内處理退款的事宜。此事引發網民不滿，其70萬粉絲的Instagram帳號也被檢舉到消失。

## 小说作品
| 出版年份 | 书名               | 备注                                                           |
| -------- | ------------------ | -------------------------------------------------------------- |
| 2010     | 《愛情, 來了》     | 杨宝贝首本小说，出道作品。                                     |
| 2010     | 《中学不準談戀愛》 | 杨宝贝的代表作品，2016年推出纪念改版《青春纪念版》。           |
| 2012     | 《放学后的初恋》   | 杨宝贝暌违一年的另一代表作品。                                 |
| 2015     | 《我的人气女友》   | 首次以“男生视角”来写，该小说是杨宝贝的“半个真实生活中的故事”。 |
| 2016     | 《青春期的我们》   | 杨宝贝最后一本校园爱情小说。                                   |

## 电影
| 年份       | 片名           |
| ---------- | -------------- |
| 2014－2015 | 《一路有僵尸》 |
| 2015       | 《有钱到笑》   |
| 2015－2016 | 《生忌快乐》   |

## 微电影
| 年份 | 片名           | 导演   | 编剧          |
| ---- | -------------- | ------ | ------------- |
| 2016 | 《中学那一年》 | 林大咏 | 林大咏 邱敦清 |

## 音乐
| 年份 | 歌曲                       | 作词          | 作曲          |
| ---- | -------------------------- | ------------- | ------------- |
| 2018 | 《如果不曾遇见你》         | 黄宇哲 杨宝贝 | 黄宇哲        |
| 2018 | 《我爱的就是你》           | 黄宇哲        | 黄宇哲        |
| 2018 | 《小哥哥（ft. 刘铠翔）》   | 黄宇哲 刘铠翔 | 黄宇哲 刘铠翔 |
| 2018 | 《宇宙的祝福（ft. 肯肯）》 | 黄宇哲        | 黄宇哲        |

## 外部鏈接
- 楊寶貝的Facebook專頁
- 楊寶貝的Instagram帳戶
- 楊寶貝的Instagram帳戶
- YouTube上的楊寶貝頻道